# Wolf Hugo von Lindenau
Wolf Hugo Kurt von Lindenau (* 28. Februar 1828 in Dresden; † 6. August 1900 in Berlin) war Reichstagsabgeordneter.
Seine Eltern waren Julius Wolf von Lindenau (* 31. Oktober 1798; † 13. März 1867) und dessen Ehefrau Maria Luise Isabella von Ferber († 15. April 1857).
Lindenau war Königlich Sächsischer Legationsrat und Sekretär bei der Sächsischen Gesandtschaft am Preußischen Hof sowie Hilfsarbeiter beim Reichskanzleramt. Von 1871 bis 1874 war er Mitglied des Deutschen Reichstags für die Deutsche Reichspartei und den Wahlkreis Frankfurt 10 (Calau-Luckau). Seit 1846 war er Mitglied des Corps Misnia Leipzig.